# Joseph Tüshaus (Jurist)
Johann Joseph Bernhard Tüshaus (* 17. Januar 1799 in Münster; † 21. März 1883 ebenda) war ein deutscher Jurist und Politiker.

## Leben
Tüshaus war Sohn von Johann Adolph Joseph Tüshaus (Posthalter und Lederfabrikant in Münster) und dessen Frau Elisabeth (geb. Benning). Nach dem Abitur in Münster studierte er Rechtswissenschaften in Münster, Heidelberg und Göttingen.
Er war 1827 Landrichter zu Vlotho, wirkte zu Anfang der 1830er Jahre als Rat am Hofgericht in Arnsberg und anschließend am Oberlandesgericht in Paderborn. Von 1843 bis 1849 war er am Ober-Landesgericht Münster und von 1849 bis 1876 als Appellations-Gerichtsrat am dortigen Appellationsgericht tätig.
Im Jahr 1848 wurde er als Stellvertreter des Mitglieds der Frankfurter Nationalversammlung für den Wahlbezirk Nr. 5 (Kreis Paderborn u. a.), des Abgeordneten Oberlandesgerichtsrat Arnold Schlüter, gewählt.
In diesem Jahr wurde er außerdem für den Kreis Münster zum Mitglied der preußischen Nationalversammlung gewählt.
Franz Mehring erwähnt beispielsweise in seiner Geschichte der Deutschen Sozialdemokratie, wie der Abgeordnete Franz Ferdinand Gellern gemeinsam mit Tüshaus bei einer von Lothar Bucher und Hermann Schulze-Delitzsch auf den Weg gebrachten Gesetzesnovelle taktierte. Nach der Auflösung der preußischen Nationalversammlung zog er sich ganz aus der Politik zurück.
Er gehörte im Frühjahr 1849 zu den Gründungsmitgliedern des einflussreichen Piusvereins Münster, dessen Vorstand er über längere Zeit angehörte.